# De draagmoeder
De draagmoeder (Barriga de Aluguel) was een populaire Braziliaanse soapserie die tussen 1990 en 1991 werd opgenomen. De serie werd als eerste uitgezonden op de Braziliaanse zender Rede Globo. In Nederland werden alle 180 afleveringen uitgezonden door RTL 4.

## Verhaal
Het echtpaar Ana en Zeca Alencar wil dolgraag een kind. Dr. Alvaro Barone heeft echter slecht nieuws voor Ana: ze zal nooit kinderen kunnen krijgen. Barone stelt voor dat het echtpaar een draagmoeder zoekt. Het nachtclub-danseresje Clara heeft daar wel oren naar en ziet een kans voor de toekomst: met het geld kan ze haar droom op een betere toekomst verwezenlijken. Tijdens de zwangerschap begint Clara zich steeds meer aan haar ongeboren kind te hechten, en na een gecompliceerde bevalling weigert zij dan ook haar kind aan Ana af te staan. Met alle (rechterlijke) gevolgen van dien. 

## Uitzendingen
De serie werd een internationaal succes, en onder verschillende titels in meer dan 30 landen uitgezonden:
- Duitsland – Die Leihmutter
- Italië - Atto d'amore
- Spanje - Vientre de alquiler
- Verenigde Staten – Surrogate Mother

In Italië werd de titelsong gezongen door Al Bano en Romina Power. RTL 4 begon in 1992 met het uitzenden van vijf afleveringen per week: doordeweeks om 15.00 uur en een herhaling ‘s nachts rond 02.00 uur.

## Rolbezetting
- Cláudia Abreu - Clara Ribeiro
- Cássia Kiss - Ana Lúcia Paranhos de Alencar
- Victor Fasano - Zeca Alencar
- Lady Francisco - Yara
- Mário Lago - Dr. Molina
- Humberto Martins - João dos Santos
- Eri Johnson - Lulu
- Beatriz Segall - Miss Penelope Brown
- Adriano Reys - Dr. Álvaro Baronni
- Renée de Vielmond - Aída Baronni
- Jairo Mattos - Tadeu Junqueira Lima
- Nicole Puzzi - Luísa Coller
- Denise Fraga - Rita Garcez
- Leonardo Villar - Ezequiel Ribeiro
- Vera Holtz - Dos Anjos
- Lúcia Alves - Moema
- Wolf Maya - Paulo César
- Sura Berditchevsky - Raquel Ribeiro